# ProQR
ProQR Therapeutics NV (NASDAQ : PRQR) je nizozemska biotehnološka tvrtka specijalizirana u oblasti razvoja RNA terapeuta za rijetke bolesti. Tvrtka je osnovana 2012. godine sa sjedištem u Leidenu u Nizozemskoj.

## Povijest
Tvrtku su 2012. godine osnovali izvršni direktor Daniel de Boer i suosnivači Henri Termer, Dinko Valerio i Gerard Plattenburg. Prvo je tvrtka bila fokusirana razvoju terapije malim molekulama ili genske terapije za liječenje cistične fibroze. Dokaz za uspješan završetak ove studije bio je da je 2016. godine molekula QR-010 ciljana na gen koji kodira transmembranski regulatorni protein vodljivosti cistične fibroze (CFTCR) kod pacijenata bila uspješna. Nakon toga, tvrtka je proširila svoj cilj na liječenje drugih rijetkih bolesti.
Godine 2017. u Leidenu je osnovan drugi dio ProQR-a pod nazivom Amylon Therapeutics s fokusom na razvoj terapija središnjeg živčanog sustava.
Godine 2021. ProQR je najavio partnerstvo s Eli Lilly na tehnologiji Axiomer usmjerenoj na "genetske poremećaje jetre i živčanog sustava".

## Projekti
Trenutni projekti tvrtke uključuju potencijalne tretmane rijetkih genetskih bolesti, uključujući Leberovu kongenitalnu amaurozu, (LCA10) distrofičnu epidermolizu bulozu, retinitis pigmentosa i Asherov sindrom.
ProQR je oftalmološka tvrtka koja cilja na genetske bolesti s fokusom na izazivanje promjena RNA. Tehnologija za uređivanje RNA tvrtke, nazvana Axiomer, može napraviti ciljane promjene pojedinačnih nukleotida u RNA. Konačni cilj tvrtke je liječenje nasljednih bolesti mrežnice zaustavljanjem gubitka vida. Osim svog sjedišta u Leidenu, tvrtka je aktivna i u Cambridgeu, Massachusetts. 

## Razvijeni lijekovi
Jedan od vodećih kandidata tvrtke, QR-110, razvija se za liječenje LCA10. Tvar djeluje tako što se veže na mutiranu RNA regiju koja omogućuje stvaranje normalnog proteina CEP290.

## Vanjske poveznice
- Službena stranica